# Кечимемеси
Кечимемеси (азерб. Keçiməməsi) — азербайджанский народный танец.

## Музыкальная характеристика
Музыкальный размер — 6/8 и 3/4. Темп — Аллегро. Лад — раст. Ноты музыки танца, записанные азербайджанским композитором Саидом Рустамовым, были опубликованы в 1937 году в сборнике «Азербайджанские танцевальные мелодии». Советский этномузыковед Виктор Беляев в предисловии к сборнику писал, что мелодия танца представляет собой один из образцов азербайджанского национального музыкального творчества в области танцевальной мелодии.
Танец по своей форме трёхчастный. В танце чередуются музыкальные размеры 6/8 и 3/4, что, в свою очередь, создаёт ощущение быстроты и ритмичности.

## Исполнение
Танец традиционно исполняется мужчинами. Движения танца в соответствии с его мелодией являются быстрыми и эмоциональными. Русский этнограф П. Востриков в своей статье «Музыка и песня у адербейджанских татар», опубликованной в 1912 году в «Сборнике материалов для описания местностей и племен Кавказа», отмечал, что есть несколько танцев, которые пользуются у азербайджанцев (у автора — «адербейджанских татар») большой популярностью, один из которых называется по-азербайджански (у автора — «по-татарски») «кечи-мамаси».